# Хайтмейер, Джейн
Джейн Хайтме́йер (англ. Jayne Heitmeyer; 30 октября 1960, Монреаль, Квебек, Канада) — канадская актриса.

## Биография
Джейн Хайтмейер родилась 30 октября 1960 года в Монреале (провинция Квебек, Канада).

## Карьера
Джейн снимается в кино с 1992 года и в настоящее время она сыграла в 55-ти фильмах и телесериалах.

## Личная жизнь
Джейн не замужем, детей не имеет.